# Epichnopterix kovacsi
Epichnopterix kovacsi är en fjärilsart som beskrevs av Leo Sieder 1955. Epichnopterix kovacsi ingår i släktet Epichnopterix och familjen säckspinnare. Inga underarter finns listade i Catalogue of Life.

## Bildgalleri

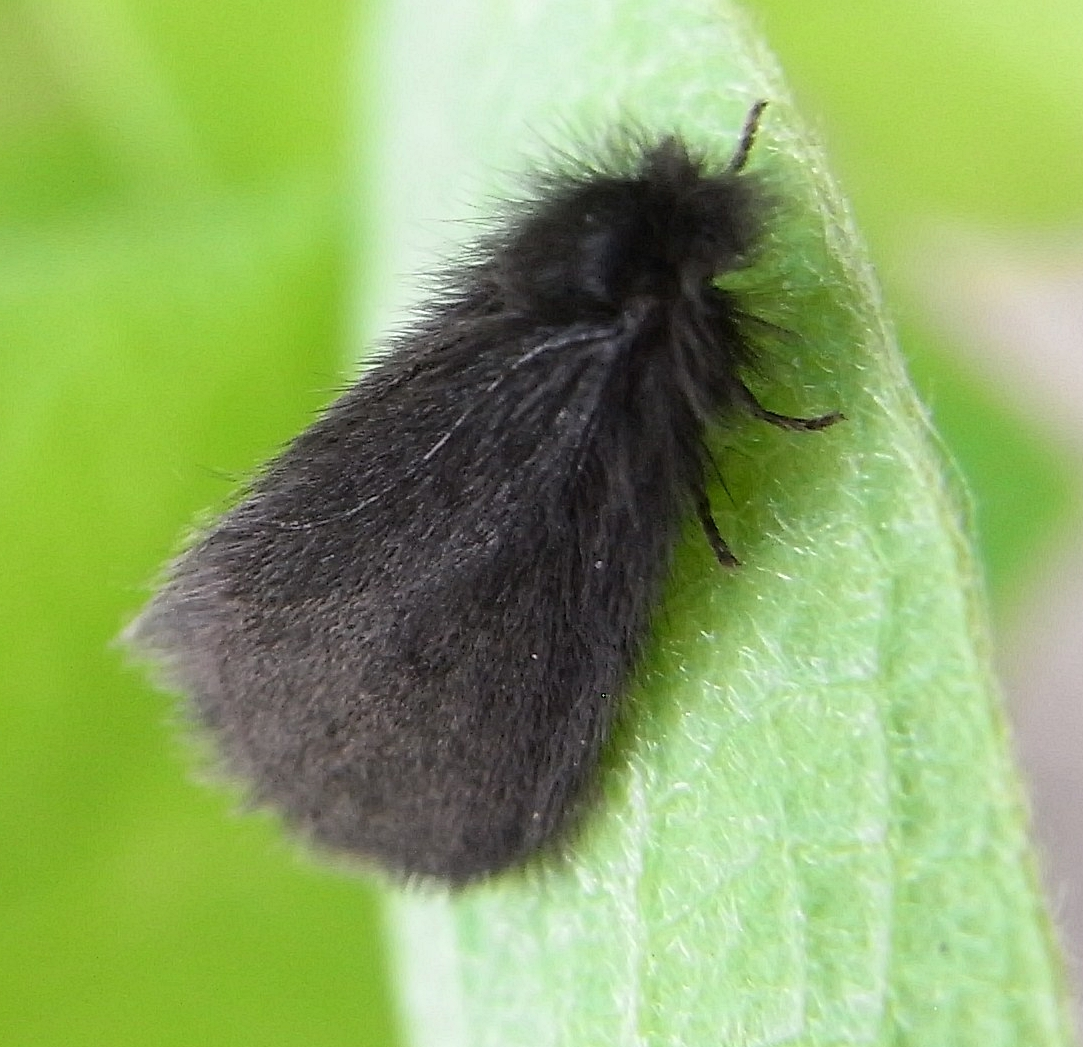